# 中村書店
有限会社中村書店（なかむらしょてん）は、かつて存在した日本の出版社である。昭和期の戦前・戦後の赤本漫画（貸本漫画）の版元として、幼少時の手塚治虫ら巨匠を魅了した「ナカムラマンガライブラリー」、戦後の「ナカムラマンガシリーズ」で知られる。前身は中村日吉堂（なかむらひよしどう）、菅谷與吉の「日吉堂」から分離した版元である。

## 略歴
- 1880年代（明治10年代後半） - 菅谷與吉が東京に「日吉堂」を創業する[4][5]。
- 1899年（明治32年）頃 - 同社は菅谷の「日吉堂本店」、中村惣次郎の「日吉堂」に分離し、後者はやがて「中村日吉堂」となる[4][6]。これが「中村書店」の前身である[4]。
- 1924年（大正13年） - 同年2月1日、「トモエ文庫」第1巻として『天下三馬術』を発行する[7]。定価15銭[7]。
- 1933年（昭和8年） - 「ナカムラマンガライブラリー」（のちの「ナカムラ繪叢書」）刊行開始。
- 1947年（昭和22年）頃 - 有限会社化[2]。
- 1948年（昭和23年） - 「ナカムラマンガシリーズ」刊行開始。
- 1959年（昭和34年）頃 - 活動停止する。

## 概要
「中村書店」の源流となる「日吉堂」を菅谷與吉が東京府東京市（現在の東京都）に創業したのは、1880年代（明治10年代後半）とされる。国立国会図書館蔵書によれば、1884年（明治17年）3月に発行された『撰名本朝二十四功』、あるいは同年5月の『絵本太閤記』等がもっとも古い「日吉堂」による出版物であり、いずれも菅谷が編集・発行している。
菅谷の「日吉堂」から分離、中村惣次郎が「中村日吉堂」を名乗るのは「明治末年」とされるが、国立国会図書館蔵書によれば、1899年（明治32年）6月、揚名舎桃李口演・加藤由太郎速記による、実在するとされる江戸時代の侠客・腕の喜三郎を描いた講談本『侠客腕の喜三郎』等がもっとも古い「中村日吉堂」による出版物である。当時の「中村日吉堂」は東京府東京市浅草区馬道町1-5-14に所在していた。1912年（大正元年）11月3日に発行された三原天風の『探偵奇談 白髪夜叉』の奥付には、発行者に菅谷と中村が連名で、発売元に東京市下谷区和泉橋通り徒町の「日吉堂書店」と、東京市浅草区旅籠町（現在の柳橋）の「中村書店」が連名で記されており、この時期は、すでに「中村書店」の名で共同出版・共同発売を行っていたようである。同年7月に「中村書店」が発行した三原天風の『探偵奇談ジゴマ』は、前年11月に浅草公園六区・金龍館で公開されて一世を風靡した同名の映画のノベライズである。一方、国立国会図書館蔵書によれば、その後関東大震災を経て、1924年（大正13年）2月1日、「トモエ文庫」第1巻として発行した『天下三馬術』が最後の「中村日吉堂」名義の出版物である。当時の「中村日吉堂」は東京府東京市浅草区瓦町24番地に所在していたが、これは戦後の所在地である東京都台東区浅草橋2丁目8番地と同一である。
1933年（昭和8年）、大城のぼる、謝花凡太郎、新関青花（新関健之助）、芳賀たかしらを起用し、漫画作品の刊行を始める。大城の『冒険ターちゃん』、謝花の『びっくり突進隊』は同年の発表で、後者は謝花のデビュー作である。これら「ナカムラ・マンガ・ライブラリー」は全70冊、「ナカムラ繪叢書」は全30冊に上るとされる。このころ小熊秀雄が編集顧問として入社、「旭太郎」の筆名で原作物語を書き、これを大城が漫画化したものが「ナカムラ繪叢書」の『火星探検』（1940年）であり、これは当時読者であった手塚治虫らに影響を与え、「SF漫画・科学漫画の先駆」とされる。「ナカムラ繪叢書」にはほかにも、大城の『愉快な鉄工所』（1941年）、筑波三郎の『戦ふ勇太』（1942年）、新関の『空の中隊』（1943年）等があった。同社の漫画本は、書店での販売ではなく、駄菓子屋、夜店、縁日の露店等のルートをもって販売したのが、強みであったとされる。
1944年（昭和19年）2月ころまでは、芳賀まさをの『りんごの便り』等の出版を行っている形跡があるが、第二次世界大戦の戦局が深まるにつれて、活動を停止している。戦後、1947年（昭和22年）8月25日に発行された石田英助、ワタナベカゾウ（渡辺加三）、新関青花の『弓の矢太郎』には、「有限会社中村書店」と記されており、これは5年前の『戦ふ勇太』には記されていなかったもので、このころ有限会社化したとみられる。同じころ、「ナカムラマンガシリーズ」を開始、1959年（昭和34年）ころまでに400冊を超える漫画作品を発行した。
謝花凡太郎（1933年）、新関健之助（1934年）、オオトモヨシヤス（1951年、のちの大友康匠）、わたなべまさこ（1952年）、井上智（1957年）らが同社でデビューしている。
1980年代、大城のぼるの『火星探検』と『愉快な鉄工所』が、晶文社、名著刊行会によってそれぞれ復刻され、2005年（平成17年）には、小学館クリエイティブがこれらを再び復刻した。

## データ
- 社名 : 有限会社中村書店[1][2]
- 所在地 : 
  1. 東京府東京市浅草区馬道町1丁目5番地14 （1899年）[11]
  2. 東京府東京市浅草区旅籠町2丁目8番地 （1912年）[12]
  3. 東京府東京市浅草区瓦町24番地 （1924年）[14]
  4. 東京都台東区浅草橋2丁目8番地1 （1942年、1958年）[15][21]
- 代表 : 中村惣次郎[11][12][14][15][21]

## 「ナカムラ・マンガ・ライブラリー」、「ナカムラ・繪叢書」（全100冊）
以下のリストではテキスト化に際して、一部の書名に含まれている現在表わせない旧字については常用漢字で置き換えている。
今後はリストに書名のほかに著者名なども含めることが望ましい。

### 「ナカムラ・マンガ・ライブラリー」
- 1933年(昭和8年)刊行分

No.1「愉快な探険隊」　、No.2「チン太二等兵」、No.3「しろちび水兵」、No.4「忍術建チャン」、No.5「びっくり突進隊」、
No.6「冒険ターちゃん」、No.7「猛獸國そこぬけ騒動」、No.8「サーカス豆ちゃん」
- 1934年(昭和9年)刊行分

No.9「魔法の昭ちゃん」、No.10「兵隊ドンちゃん」、No.11「チン太上等兵」、No.12「トツカン水兵」、No.13「ミッキーの活躍」、
No.14「ヒヨッコリ珍助」、No.15「チビ聯隊長」、No.16「カタカナ 漫画ノバクダン」、No.17「しろちび漫画艦」、No.18「勇敢ポンチャン」、
No.19「タンタラ漫画隊」、No.20「コロコロ軍隊」、No.21「無敵トンちゃん」、No.22「海底王マーちゃん」
- 1935年(昭和10年)刊行分

No.23「不思議な英雄」、No.24「蛸の六ちゃん」、No.25「魔のうでベッちゃん」、No.26「大カバ凸凹聯隊」、No.27「マンガ遊撃隊」、
No.28「魔術の剛ちゃん」、No.29「天晴れカツちゃん」、No.30「彈丸キンちゃん」、No.31「探偵タンちゃん」、No.32「漫画の星座」、
No.33「仙術王ゝ五丸」、No.34「チョン太郎武勇伝」、No.35「ハヤブサ探偵長」、No.36「とんまひん助」、No.37「忍術テク助漫遊記」、
No.38「まんが忠臣蔵」
- 1936年(昭和11年)刊行分

No.39「小狸たんちん十二ケ月」、No.40「大久保チョコ左衛門」、No.41「まんが太閤記」、No.42「まんが水戸黄門」、No.43「まんが弥次喜多」、
No.44「一休和尚さん」、No.45「まんが川中島」、No.46「まんが眞田十勇士」、No.47「まんが大江山」、No.48「まんが宮本無茶四」
- 1937年(昭和12年)刊行分

No.49「まんが大西郷」、No.50「まんが荒木又右衛門」、No.51「まんが牛若丸」、No.52「土丹馬太衛門」、No.53「まんが猿飛佐助」、
No.54「まんが清水次郎長」、No.55「まんが發明探偵團」、No.56「まんが近藤勇」、No.57「まんが堀部安兵衛」、No.58「北支戦線 快速兵ちゃん部隊」
- 1938年(昭和13年)刊行分

No.59「そろり珍左衛門」、No.60「トッチン部隊」、No.61「上海南京 千里とっぱ部隊」、No.62「日の丸軍事探偵」、No.63「愛國漫画決死隊」、
No.64「半ちゃん捕物帳」、No.65「チビスケ名探偵」、No.66「北支漫遊けんちゃん親善部隊」、No.67「人造人間のピン坊」、No.68「忍術テレツクテン太」、
No.69「魔法のトムサム」
- 1939年(昭和14年)刊行分

No.70「バリちゃん魔法部隊」

### ナカムラ繪叢書
- 1939年(昭和14年)刊行分

No.71「ドウブツ學校」、No.72「象さん豆日記」、No.73「大陸合笑隊」、No.74「海陸たんけん隊」、No.75「坊やの密林征服」、
No.76「ほがらか親善便り」、
- 1940年(昭和15年)刊行分

No.77「まんが大陸日記」、No.78「愉快な子熊」、No.79「アフリカ探険」、No.80「コドモ海洋丸」、No.81「火星探険」、
No.82「南極のペンちゃん」、No.83「小馬ひん助」、No.84「まんが良寬さま」、No.85「まんが北極探険」、No.86「火打箱」、
No.87「コドモ新聞社」、No.88「ぼくらの燈臺」
- 1941年(昭和16年)刊行分

No.89「愉快な鐡工所」、No.90「野豚ものがたり」、No.91「不思議な国印度の旅」、No.92「仲よし日記帳」、No.93「子供アジア號」
- 1942年(昭和17年)刊行分

No.94「勇士イリヤ」、No.95「五少年漂流記」、No.96「繪物語 戰ふ勇太」、No.97「雪國の兄弟」
- 1943年(昭和18年)刊行分

No.98「繪物語 空の中隊」、No.99「繪物語 小犬の從軍」、No.100「繪物語 富士の山」

## おもな復刻
- 『火星探険』、旭太郎・大城のぼる、晶文社、1980年8月。 ISBN 4794959966
- 『愉快な鐵工所』、大城のぼる、日本名作漫画館SF編第1部1、名著刊行会、1981年5月。 - 解説小野耕世
- 『火星探検』、旭太郎・大城のぼる、透土社、2003年1月。 ISBN 4-924828-79-3
- 『火星探険』、旭太郎・大城のぼる、小学館クリエイティブ、2005年3月。 ISBN 4778030095
- 『愉快な鉄工所』、大城のぼる、小学館クリエイティブ、2005年6月。ISBN 4778030117
- 『小熊秀雄漫画傑作集 1 不思議な国 インドの旅・勇士イリヤ』、小熊秀雄（旭太郎）・渡辺加三・謝花凡太郎、創風社、2005年11月。 ISBN 4-88352-110-9
- 『小熊秀雄漫画傑作集 2 コドモ新聞社』、小熊秀雄（旭太郎）・渡辺太刀雄、創風社、20061月。 ISBN 4-88352-112-5
- 『小熊秀雄漫画傑作集 3 火打箱・しっかり者の錫の兵隊』、小熊秀雄（旭太郎）・渡辺加三、創風社、2006年7月。 ISBN 4-88352-118-4
- 『小熊秀雄漫画傑作集 4 コドモ海洋丸』、小熊秀雄（旭太郎）・渡辺加三、創風社、2006年11月。 ISBN 4-88352-123-0